# Kirchehrenbach
Kirchehrenbach là một đô thị thuộc huyện Forchheim trong bang Bayern nước Đức. Đô thị Kirchehrenbach có diện tích 8,24 km², dân số thời điểm 31 tháng 12 năm 2006 là 2300 người.